# Athous diplogrammus
Athous diplogrammus là một loài bọ cánh cứng trong họ Elateridae. Loài này được Orlov miêu tả khoa học năm 1994.